# Željezno doba
Željezno doba je završno prapovijesno razdoblje koje se nastavlja na brončano doba. U Europi uglavnom traje tijekom I. tisućljeća pr. Kr. U njemu su se za izradbu oružja, oruđa i drugih predmeta koristili željezom. U Egiptu i na Bliskom istoku tragovi uporabe željeza datiraju iz 4. tisućljeća pr. Kr. (meteoritsko željezo koje nije zahtijevalo taljenje na visokim temperaturama, što za željezo iznosi 1.538 °C), a do opće uporabe željeza dolazi tek oko 1300 pr. Kr. u Europu prodire u 11. stoljeću pr. Kr., i to s egejskoga područja i Podunavljem. Tehnologija proizvodnje željeza u srednjoj Europi razvila se 11. – 8. stoljeća pr. Kr., no početak željeznodobnoga razdoblja u pojedinim je područjima različit i ovisi o mjesnim uvjetima i o vanjskim utjecajima. U to doba povećava se broj stanovnika, oblikuju se trgovački putovi i veze, nastaju etničke i etničko-plemenske zajednice, društveno raslojavanje kojim se izdvojio bogati sloj, nastanjen u kneževskim utvrđenim središtima, prepoznatljiv po grobnicama s prestižnim prilozima grčkoga, etrurskoga i italskoga podrijetla. Razdoblje starijega željeznoga doba na području srednje i zapadne Europe, nazvano halštatskom kulturom (prema Hallstattu u Gornjoj Austriji), traje do oko 450. pr. Kr., a mlađe željezno doba ili latenska kultura (prema La Tèneu u Švicarskoj) razvija se u drugoj polovici 1. tisućljeća pr. Kr.

## Željezno doba
██ Jezgra halštatske kulture (800. pr. Kr.)
██ Rasprostranjenost halštatske kulture (do 450. pr. Kr.)
██ Jezgra latenske kulture (450. pr. Kr.)
██ Rasprostranjenost latenske kulture (do poč. I. st. po Kr.)
Željezno doba, posljednje tehnološko i kulturno razdoblje prapovijesti, obilježeno je razvojem metalurgije željeza i njegovom širokom uporabom u proizvodnji oruđa, oružja pa i nakita. U povijesti civilizacije željezo se javilo relativno kasno jer je za njegovo dobivanje potrebna visoka temperatura, za razliku od bakra. Iako su se željezni predmeti sporadično pojavili kao dragocjenost već u III. tisućljeću pr. Kr. u Anatoliji (Alaca Hüyuk, Tel Asmar), na Indijskom potkontinentu, Levantu i u Egiptu, oni su bili izrađeni uglavnom od meteoritskoga željeza, a stvarni početak željeznoga doba povezuje se s iskorištavanjem i uporabom željezne rude (hematit, limonit, magnetit, pirit, siderit) i razlikuje se u pojedinim dijelovima svijeta, ovisno o lokalnim uvjetima i vanjskim utjecajima. Najranija sustavna proizvodnja i uporaba željeznih predmeta počela je u Anatoliji i kavkaskom području oko 1200. pr. Kr., ali se vjerojatno istodobno i neovisno razvijala i u zapadnoj Africi. Početkom prvoga tisućljeća željezno doba širilo se iz egejskoga područja diljem jugoistočne Europe i dalje Podunavljem, a njegovi početci u srednjoj i zapadnoj Europi vezani su uz IX. i VIII. st. pr. Kr.
U sredozemnim područjima željezno doba završilo je s povijesnim razvojem helenizma i rimskim osvajanjima, u Indiji s pojavom budizma i jinizma, dok je u sjevernoj Europi trajalo do ranoga srednjeg vijeka. Iako je stočarstvo i dalje bilo vodeća privredna grana, veća i raznovrsnija eksploatacija rudnih bogatstava poticala je razvoj prerađivačkih središta, obrta i trgovine, što je dovelo i do pojačanih populacijskih kretanja na širem prostoru, a sve veće količine efikasnog oružja i do sve učestalijih nemira i sukoba. Starije željezno doba u Europi bilo je odraz i otvaranja panonsko-karpatskoga prostora prema istoku, odakle su prodirali konjanički narodi donoseći nove tehnologije i nov način ratovanja (ratnik-konjanik) te poticali preobrazbu kasnih brončanodobnih kultura u nove zajednice s drukčijim gospodarskim, društvenim i duhovnim shvaćanjima.To je bilo razdoblje stabilizacije i oblikovanja različitih etničkih skupina i jasnijeg uobličavanja plemenskih zajednica, ali i značajnoga društvenog raslojavanja kojim se izdvojio bogati sloj nastanjen u utvrđenim kneževskim središtima (Heuneburg), prepoznatljiv i po grobnicama s prestižnim prilozima grčkog ili etrurskoga podrijetla (Vix, Hochdorf). U arheološkoj znanosti od kraja XIX. st. željezno doba dijeli se na starije i mlađe. Starije ili halštatsko (prema nalazištu Hallstatt kraj Salzburga u Austriji) u srednjoj i zapadnoj Europi trajalo je približno od 800. do 450. pr. Kr., a mlađe ili latensko (prema nalazištu La Tène na Neuchâtelskom jezeru u Švicarskoj) od 450. pr. Kr. pa do poč. I. st.
U hrvatskim je krajevima željezno doba počelo u različito vrijeme – u Istri u XI. st. pr. Kr., u Lici tijekom X. st. pr. Kr., a u sjevernoj Hrvatskoj, slično kao u zapadnoj i srednjoj Europi, oko 800. pr. Kr. Dio današnjega hrvatskog područja našao se u susjedstvu visokih sredozemnih civilizacija (grčka, etrurska, italska), koje su ostavile i prve pisane podatke o životu u našim krajevima. Stoga se nositelje halštatskih kultura može i etnički odrediti kao Histre, Japode, Liburne, Delmate ili Panonce. Zahvaljujući živim vezama sa sredozemnim kulturama kasnohalštatska civilizacija zapadne i srednje Europe tijekom V. st. pr. Kr. preobrazila se u latensku kulturu mlađega željeznog doba, a njezini glavni promicatelji bili su Kelti. Potkraj IV. st. pr. Kr. neka su keltska plemena (Taurisci, Skordisci) naseljavala i pojedine dijelove srednje Hrvatske i Slavonije. Tijekom III. do I. st. pr. Kr. latenska keltska kultura djelovala je i na autohtone kulture Japoda, Liburna i Delmata iako su posljednje dvije već od IV. st. pr. Kr. bile podložne izrazitoj helenizaciji.

## Regionalne odlike
Rane kulture željenog doba u Europi su obradu željeza naučile od naroda s Pontskih (Kaspijskih) stepa i Kavkaza, a prve su Kobanska kultura i Novočerska kltura iz oko 900. do 800. pr. Kr. koje su karakteristične po sahranjivanju elite u kurgane. Njihova kultura je navodnom selidbom Tračana i Kimerijaca na zapad udarile temelje halštatskoj C kulturi. Četiri njihove grane razvile su se u znamenite skupine povijesnih naroda: Kelti na zapadu, Slaveni na sjeveroistoku, Italci na jugu i Iliri na jugoistoku (glasinačka kultura). Izvan tog prstena, na sjeveru živjeli su rani Germani i Baltički narodi na obalama Baltičkog mora, dok su se na jugoistoku nalazili Tračani, Dačani i Grci.
Uz te kulture, u današnjoj Ukrajini, Skiti su proširili obradu željeza još od 7. st. prije Kr. Većina predmeta skitske umjetnosti iz 5. i 4. st. pr. Kr. pronađeni su u Nikopolu (Kamensko Gorodišče), za koje se smatra da je bilo metalurško središte drevne Skitije.
U središnjoj Europi, željezno doba je podijeljeno u dvije faze u kojima dominiraju Kelti: rana željezna halštatska kultura (prema mjestu u Austriji, Hallsttatu, HaC i D, 800. – 450. pr. Kr.) i kasna željezna latenska kultura (prema mjestu u Švicarskoj, La Tène) koja traje od 450. pr,. Kr. do rimskih osvajanja.
U Italiji željezno doba započinje s vilanovskom kulturom (Toskana), premda je ova kultura pretežito bila brončana, te pravo željezno doba započinje s pojavom Etruščana. Etruščanska civilizacija je cvala sve do rimskih osvajanja i nestala je njihovim osvajanjem posljednjeg etruščanskog grada Velzna 265. pr. Kr.
Na Britanskim otocima, željezno doba traje od 800. pr. Kr. do rimskog osvajanja, te sve do 5. stoljeća u onim dijelovima koje nije osvojio Rim. Građevine iz ovog razdoblja su impresivne, poput tornjeva (broch) i citadela (dun) na sjeveru Škotske i bezbrojnih utvrda na otocima.
U sjevernoj Europi, prije svega sjevernoj Njemačkoj i Danskoj, vladala je Jastorfska kultura, dok je u južnoj Skandinaviji dominirala veoma slična Greganska kultura. Rano skandinavsko željezno doba ovisilo je o nečistom željezu iz tresetišta koje se skupljalo već prije 3000 godina. Metalurgija i azbestna keramika je postojala od ranog doba jer su Skandinavci znali postići visoke temperature, a obrađivali su većinom željezo iz crnog pijeska (iz crvenice) s velikim postotkom fosfora. Ova rudača je ponekad pronađena uz željezne sjekire i mistične azbestne posude kulture Ananjino.